# المبرك (العدين)

تعديل مصدري - تعديل

المبرك محلة تابعة لقرية الكراب، التابعة لعزلة السارة بمديرية العدين إحدى مديريات محافظة إب في الجمهورية اليمنية، بلغ تعداد سكانها 68 حسب تعداد اليمن لعام 2004.